# Романи, Паоло
Паоло Романи (итал. Paolo Romani; род. 18 сентября 1947, Милан) — итальянский тележурналист и предприниматель, а также политик, министр экономического развития (2010—2011).

## Биография
Получил классическое среднее образование, профессиональная карьера долгое время была связана с телевидением. В 1974 году основал на базе канала Telelivorno новый, под названием TVL Radiotelevisione Libera, второй итальянский частный телеканал, сыгравший заметную роль в разрушении государственной монополии на радиотелевизионное вещание, и до 1976 года являлся его президентом. До 1985 года являлся генеральным директором Rete A, с 1986 по 1990 год — главный исполнительный директор Telelombardia. В этот же период являлся военным корреспондентом в нескольких горячих точках — освещал события 1989 года в Румынии, конфликты на территории Югославии, также Ирана и Ирака. С 1990 по 1994 год — редактор на Lombardia 7.
В 1994 году пришёл в политику с партией Берлускони «Вперёд, Италия» — был избран в Палату депутатов XII созыва в Ломбардии и, последовательно переизбираясь на следующих четырёх выборах, оставался депутатом до 2013 года (с образованием в 2009 году Народа свободы перешёл туда).
С 23 апреля 2005 по 17 мая 2006 года являлся младшим статс-секретарём Министерства связи в третьем правительстве Берлускони, в 2008 году занял ту же должность в Министерстве экономического развития четвёртого правительства Берлускони, с 30 июня 2009 года — заместитель министра экономического развития со сферой ответственности в области коммуникаций.
4 октября 2010 года получил портфель министра экономического развития в четвёртом правительстве Берлускони через 153 дня после отставки своего предшественника Клаудио Скайолы (всё это время обязанности министра исполнял сам премьер).
16 ноября 2011 года сформировано правительство Марио Монти, и четвёртое правительство Берлускони прекратило существование.
На выборах 2013 года избран в Сенат XVII созыва по спискам правоцентристской коалиции во главе с «Народом свободы», став одним из 27 её сенаторов, избранных в Ломбардии. 25 ноября 2013 года избран лидером партийной фракции в Сенате.
В 2018 году переизбран сенатором от Ломбардии при поддержке возрождённой осенью 2013 года партии «Вперёд, Италия».